# Latrină

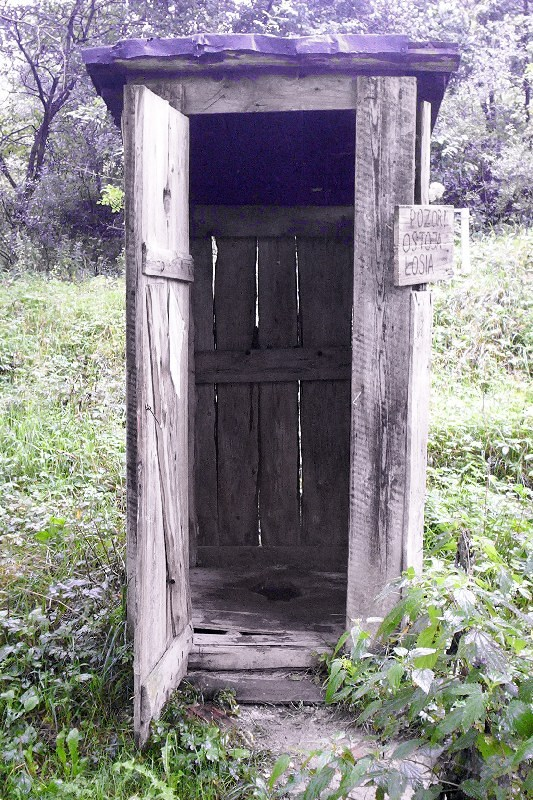
Latrină în Polonia

Latrina, numită și privată sau budă, este o construcție rudimentară, construită în general din lemn, folosită din cele mai vechi timpuri pentru satisfacerea nevoilor fiziologice, precum defecarea și urinarea. 
În general latrinele sunt și au fost construite la o distanță față de locuință care să asigure igiena, respectiv ferirea de surse de infecție și de miros. 
În comunitățile mici și izolate soluția cea mai eficace din punct de vedere tehnic și economic rămâne latrina, din cauza faptului că rețelele de canalizare sunt costisitoare, greu de realizat și apa acumulată trebuie epurată în stații speciale. 
Molima de holeră din 1990 a fost cauzată de o proastă păstrare a igienei și, pentru aceasta, guvernele multor țări au întreprins campanii pentru construcția latrinelor. 
Latrinele sunt alcătuite dintr-o construcție exterioară în general din lemn, o fosă septică săpată în pământ, care poate avea pereții cimentați sau nu, o platformă din lemn sau ciment pe care se așează closetul sau în care se perforează o gaură.

## Definiție și beneficii
O latrină sau hazna este un tip de grup sanitar ce colectează fecalele umane într-o groapă în pământ. Fie nu se utilizează apă deloc, fie folosesc între 1-3 litri per clătire pentru latrinele care utilizează clătirea cu jetul de apă. Atunci când sunt construite și întreținute în mod corespunzător, acestea pot reduce răspândirea bolilor prin scăderea cantității de fecale umane din mediu, produse de cătredefecația într-un spațiu neamenajat. Acest lucru scade transferul de către muște a agenților patogeni de la fecale și alimente. Acești agenți patogeni reprezintă o cauză majoră a diareei infecțioase și a infecțiilor cu viermi intestinali. În anul 2011, diareea infecțioasă a dus la aproximativ 0,7 milioane de decese la copiii de sub cinci ani și 250 milioane de zile de școală pierdute. Latrinele reprezintă cea mai ieftină metodă de elimina fecalele din calea oamenilor.

## Construcția și golirea
În general, latrinele sunt formate din trei părți majore: o groapă în pământ, o placă sau podea cu o gaură mică și un adăpost. Groapa are, de obicei 3 metri (10 picioare) adâncime și 1 m (3,2 picioare) în diametru. Organizația Mondială a Sănătății recomandă ca acestea să fie construite la o distanță rezonabilă față de casă, echilibrând astfel nevoia unui acces ușor cu problema mirosului neplăcut. Distanța de apa subterană și apa de suprafață ar trebui să fie cât mai mare posibilă pentru a reduce riscul de poluare. Gaura din placă nu ar trebui să fie mai mare de 25 de centimetri (9,8 inci), astfel încât copiii să nu cadă în ea. Lumina nu ar trebui să ajungă la groapă, pentru a reduce accesul muștelor. Acest lucru poate necesita utilizarea unui capac, atunci când latrina nu este folosită. Atunci când groapa s-a umplut până la 0,5 metri (1,6 picioare) față de suprafață, aceasta ar trebui fie golită, fie construită o nouă latrină și mutat adăpostul la noua locație. T Gestionarea fecalelor extrase din groapă este complicată. Există atât riscuri de mediu, cât și de sănătate, dacă nu este executată în mod corespunzător.

## Îmbunătățiri
O latrină normală poate fi îmbunătățită în diferite moduri. De exemplu, se poate adăuga o conductă de ventilație din groapă până deasupra structurii. Acest lucru îmbunătățește fluxul de aer și scade nivelul mirosului neplăcut. De asemenea, poate reduce numărul de muște atunci când capătul conductei este acoperit cu o plasă(confecționată, de obicei, din fibră de sticlă). La acest tip de grup sanitar nu trebuie utilizat un capac pentru a acoperi gaura din podea. Alte posibile îmbunătățiri includ o podea construită în așa fel încât lichidele se scurg în gaură, iar o consolidare a părții superioare a gropii, cu ajutorul cărămizilor sau a inelelor de ciment poate îmbunătăți stabilitatea.

## Utilizarea, societatea și cultura
Începând cu anul 2013, latrinele sunt utilizate de către aproximativ 1,77 miliarde de oameni. Acest lucru se aplică mai ales lumii în curs de dezvoltare, precum și zonelor rurale și pustii. În anul 2011, aproximativ 2,5 miliarde de oameni nu au avut acces la un grup sanitar corespunzător, iar un miliard de oameni recurg la defecația într-un spațiu neamenajat din vecinătatea acestora. Asia de Sud-Est și Africa sub-Sahariană au cel mai slab acces la grupuri sanitare. În țările în curs de dezvoltare, costul unei latrine simple din vecinătatea acestora ajunge, de obicei, la o sumă între 25 și 60 USD. Costurile de întreținere continuă variază între 1,5 și 4 USD per persoană/an, lucru care, de obicei, nu este luat în considerare. În anumite zone rurale din India, campania "No Toilet, No Bride" („Fără grup sanitar, fără mireasă”) a fost utilizată pentru a promova grupurile sanitare, prin încurajarea femeilor să refuze să se mărite cu un bărbat care nu deține un asemenea grup sanitar.

## Contraindicații
Latrinele sunt contraindicate în următoarele cazuri:
- zone inundabile
- zone unde pânza freatică este puțin profundă
- locuri apropiate de izvoare
- teren pietros
- la mai puțin de 30 metri de casă sau fântână

## Pericole
În fermentarea excrețiilor se produce dioxid de carbon și metan și uneori monoxid de carbon care este foarte toxic și care se acumulează în fosa septică. În cazul golirii și igienizării fosei septice trebuie să se lucreze în echipă și ca muncitorii să se protejeze cu măști pentru că monoxidul de carbon produce amețeală, leșin și duce în mod rapid la moarte.